# Jean Baills
Jean, Étienne Baills, né le 16 février 1851 à Bages (Pyrénées-Orientales) et mort le 12 août 1889 à Montereau (Loiret), est un ingénieur français.
Élève de l'École polytechnique puis de l'École des mines. Il est, de 1877 à sa mort, ingénieur à Oran, chargé des travaux préparatoires à la construction des voies ferrées d'Algérie.